# UFR de médecine Paris Nord
 (avril 2020).
La faculté de médecine de Paris Nord était une UFR universitaire, composante de l'université Paris-Diderot (Paris-VII) puis de l'Université Paris-Cité. Elle fusionne avec la faculté de médecine Paris Centre (d) (ancienne composante de l'université Paris-Descartes, Paris-V), pour former l'unité de formation et de recherche de médecine de l'université Paris-Cité le 1er mars 2021.

## Histoire
Elle est créée par le professeur Jean Bernard, opposé à une scission de la médecine et de la biologie. Elle revendique avec la faculté de médecine Paris Centre de l'université Paris-Cité et celle de Sorbonne Université, l'héritage de la Faculté de médecine de Paris.
La faculté Paris Nord dispose de plusieurs sites pour ses formations médicales. L'hôpital Saint-Louis et l'hôpital Bichat-Claude-Bernard sont utilisés par les formations médicales. 
Elle dispose de ressources propres comme une bibliothèque de 576 places à Bichat.

## Informations pratiques
- Directeur de l'UFR : Philippe Ruszniewski (d)
- Chef des services administratifs : Mathias Guerin

L'UFR en quelques chiffres :
- 7 700 étudiants